# Ayuda de penetración
Una ayuda de penetración (o "penaid") es un dispositivo o táctica utilizada para aumentar las posibilidades de una ojiva de misil balístico intercontinental (ICBM) de penetrar en las defensas de un objetivo.
Estos pueden consistir tanto en dispositivos físicos que se transportan dentro del ICBM (como parte de su carga útil), como en las tácticas que acompañan su lanzamiento o trayectoria de vuelo, y pueden incluir uno o más de los siguientes conceptos:
- el refuerzo de misiles puede tener un tiempo de grabación corto y / o (si existe) el vehículo MIRV que transporta las ojivas nucleares puede tener alguna forma de tecnología furtiva, lo que dificulta la detección antes de que se liberen los ojivas de reentrada.
- MIRV y MRV (en lugar de misiles cabeza de guerra) están mejorando en gran medida la penetración, ya que hay tantas cabezas más para destruir que misiles, lo que puede saturar las existencias de armas del sistema defensivo. Sin embargo, estas tecnologías son muy exigentes, ya que requieren la capacidad de miniaturizar ojivas y, para MIRV, dominar el arte de dispensar con precisión cada ojiva y posiblemente otros elementos de carga útil (peneidos ...) en lo que a menudo se designa como el impulso posterior fase de implementación de fase o carga útil.
- La fragmentación accidental o deliberada del cohete de la etapa final puede nublar el radar del enemigo al proyectar una sección transversal de radar mucho mayor que el misil real o crear una gran cantidad de pistas falsas.[1]
- se pueden desplegar dipolos antirradar sobre una gran área de espacio, creando un gran objeto reflector de radar que ocultará las ojivas entrantes del radar defensivo.
- los inhibidores de radar son transmisores de radio activos que se pueden desplegar en los señuelos y la ojiva para bloquear las frecuencias utilizadas por los radares defensivos o literalmente cegarlos para que no vean ninguna ojiva.
- Señuelos como globos de mylar que pueden inflarse en el espacio y están diseñados para tener las mismas características de radar que la ojiva. Debido a que la ojiva y los globos señuelo pueden estar a diferentes temperaturas, la ojiva y los globos pueden estar rodeados por calentados que sitúan a todos a la misma temperatura. Esto vence a los intentos de discriminar entre señuelos y ojivas en función de la temperatura, lo que puede confundir los sistemas de defensa antimisiles del enemigo.
- Los señuelos de reentrada, que consisten en cuerpos de reentrada muy pequeños que imitan la trayectoria de desaceleración y la firma del radar de una cabeza nuclear durante la reentrada atmosférica, obligan al sistema de defensa a gastar muchas armas de interceptor en objetivos falsos en lugar de ojivas nucleares.
- se puede crear un apagón nuclear del radar sobre el área objetivo: el atacante puede explotar deliberadamente un gran altitud por para proporcionar un apagón de radar que permita que las ojivas subsiguientes atraviesen las defensas del enemigo sin ser detectadas.
- maniobrar vehículos de reentrada, en lugar de ojivas de forma simétrica) inducen resistencia lateral durante la reentrada y por lo tanto doblan fuertemente la trayectoria, engañando a los sistemas de interceptor de baja altitud que generalmente asumen una trayectoria de desaceleración recta y que tienen una capacidad de maniobra. Esto tiene alguna penalización en términos de disminución de la precisión de la cabeza de ataque en el objetivo (a menos que el vehículo de reentrada tenga un sistema activo de guía y control a bordo, que es bastante complejo de implementar).

Llevar tales dispositivos tiene un precio en términos de peso y volumen de la carga útil, lo que requiere un compromiso frente al tamaño de la ojiva y los números a bordo, así como el alcance del misil.